# Berlin Night Express

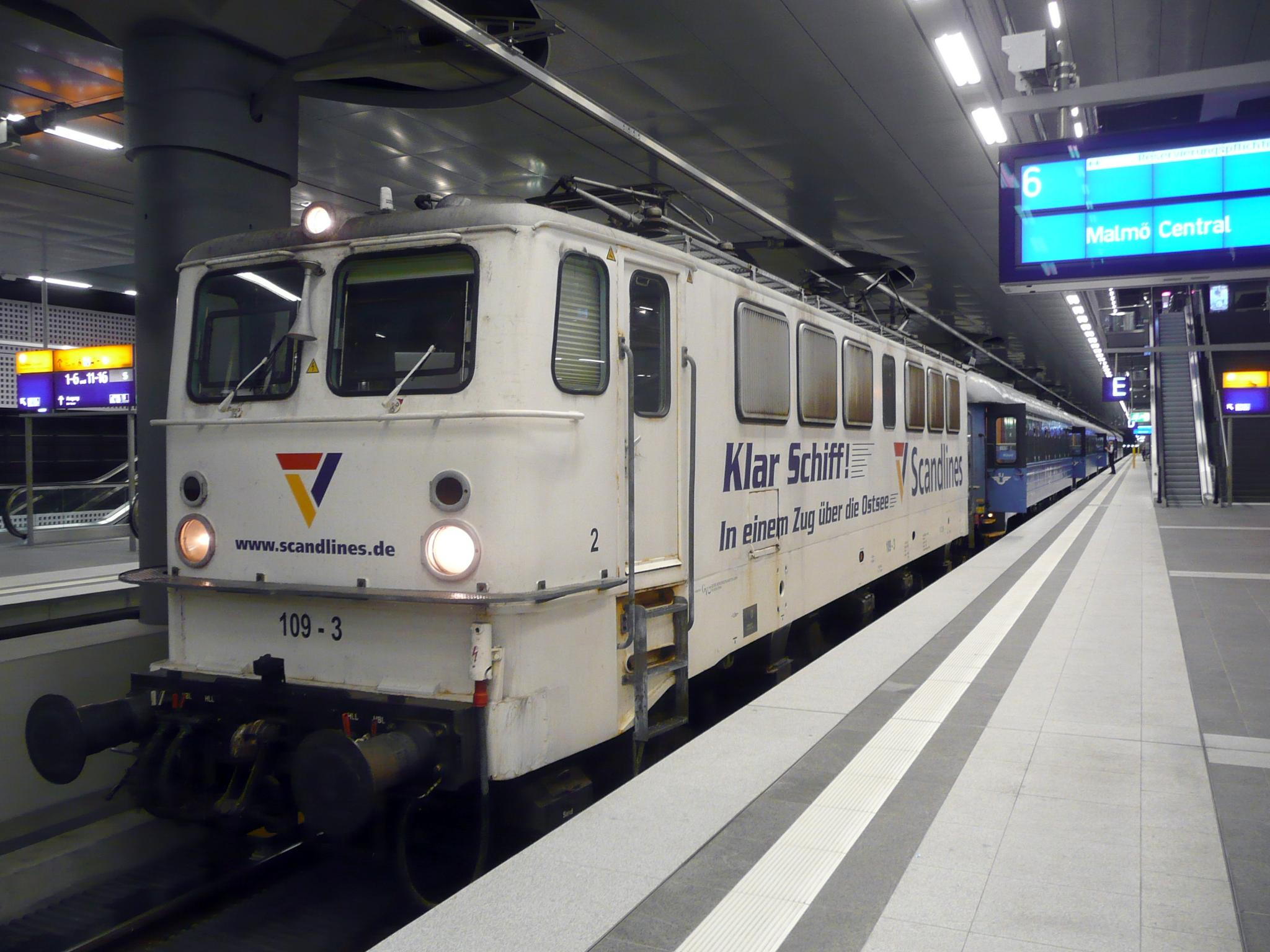
Berlin Night Express.

Berlin Night Express är ett tidigare namn på ett nattåg från Malmö till Berlin. Från 2021 går tågen via Storabältbron utan färja. Trafiken är dessutom numera förlängd så tågen går mellan Stockholm och Berlin.

## Historia
Tågen gick tills 2019 direkt mellan Sverige och Tyskland över Östersjön med tågfärjan FS Sassnitz mellan Trelleborg och Sassnitz. Tåget gick varje dag på sommaren, enstaka dagar på vår och höst och inte alls vintertid. Restiden var ca 12 − 14 timmar.
Tidigare körde SJ trafiken med svenska sov- och liggvagnar och då kallades tåget Berlin Night Express, tidigare även Scandinavia Night Express från Berlin till Malmö. De upphörde med trafiken november 2011.
Tåget körs sedan sommaren 2012 av Veolia, numera Transdev under varumärket Snälltåget, med enbart liggvagnar. På tysk sida kördes tåget av Snälltågets samarbetspartner GVG. Vagnarna rangerades ombord på färjan med ett mindre diesellok. Detta tåg var ett av de få persontågen i världen som rangeras ombord på färja. .
År 2020 var trafiken inställd på grund av covid-19 och för att färjelinjen lades ned under våren samma år av samma skäl.
År 2021 återstartade trafiken igen, och då landvägen via Öresundsbron och Stora Bältbron. Tågen utgår dessutom numera från Stockholm.